# Servus Dei
Servus Dei o Serfdedéu fou bisbe de Girona (888 - 907).

## Biografia
Elegit entre el 25 de novembre i el 14 de desembre de 888, ja apareix documentat com a bisbe el 15 de desembre d'aquell any, data en què consta la venda dels béns que havia heretat a Agilbert, bisbe de Besiers, tan bon punt havia acceptat la seva elecció abans d'abandonar Besiers per passar a residir a Girona. L'1 de març de l'any següent ja visitava els monjos de Banyoles en visita pastoral.
L'última actuació documentada del bisbe és l'assistència al Concili de Barcelona entre els mesos de gener i juliol de 906. Morí al cap de poc, el 17 d'agost de 907, segons que es llegeix en la lauda sepulcral que es conserva en el presbiteri de l'església de Sant Feliu de Girona.